# 생산 관리 시스템
생산 관리 시스템(manufacturing execution system, 줄여서 MES)은 기업의 생산 현장에서 작업 일정, 작업 지시, 품질 관리, 작업 실적 집계 등 제반 활동을 지원하기 위한 관리 시스템을 말한다. 생산공정관리시스템이라 불리기도 한다.

## 개요
생산관리시스템은 생산 계획과 실행의 차이를 줄이기 위한 현장 상태의 실시간 정보 제공을 통하여 인공지능과 설비 사이의 의사 결정을 지원하는 기능을 수행한다. 즉 MES 시스템의 기능을 살펴보면, 공정진행 정보의 모니터링 및 통제, 설비 제어, 품질정보관리, 실적 정보의 집계, 창고 운영 관리, 재공품 관리, 자재 투입 관리 그리고 인력 관리 등 생산 현장에서 발생할 수 있는 모든 정보를 통합 관리한다. 또한 제4차 산업혁명의 인공지능(AI) 분야에서는 고객 필요 중심 생산을 위한 AI 기반 제품 기획, 설계 단계 스마트화 기술과 공장 내 다양한 장비와 설비, 공정에 지능을 부여해 각 개체가 자율 기능 수행을 지원한다.

## 여러 가지 MES
- 거래 처리 시스템(TPS:Transaction Processing System)
- 의사결정지원시스템(DSS:Decision Supporting System)
- 전략정보시스템(SIS:Strategic Information System)
- 전문가 시스템(ES:Expert System)
- 전자자료처리시스템(EDPS:Electronic Data Processing System)
- 정보보고시스템(IRS:Information Reporting System)
- 중역정보시스템(EIS:Excutive Infomation System)
- 집단의사결정시스템(GDSS:Group Decision Support System)
- 고객관계관리(CRM:Customer Relationship Management)
- 전사적 자원 관리(ERP:Enterprise Resource Planning)

## 같이 보기
- 경영정보학
- 제4차 산업혁명
- 고객 관계 관리